# Школа У

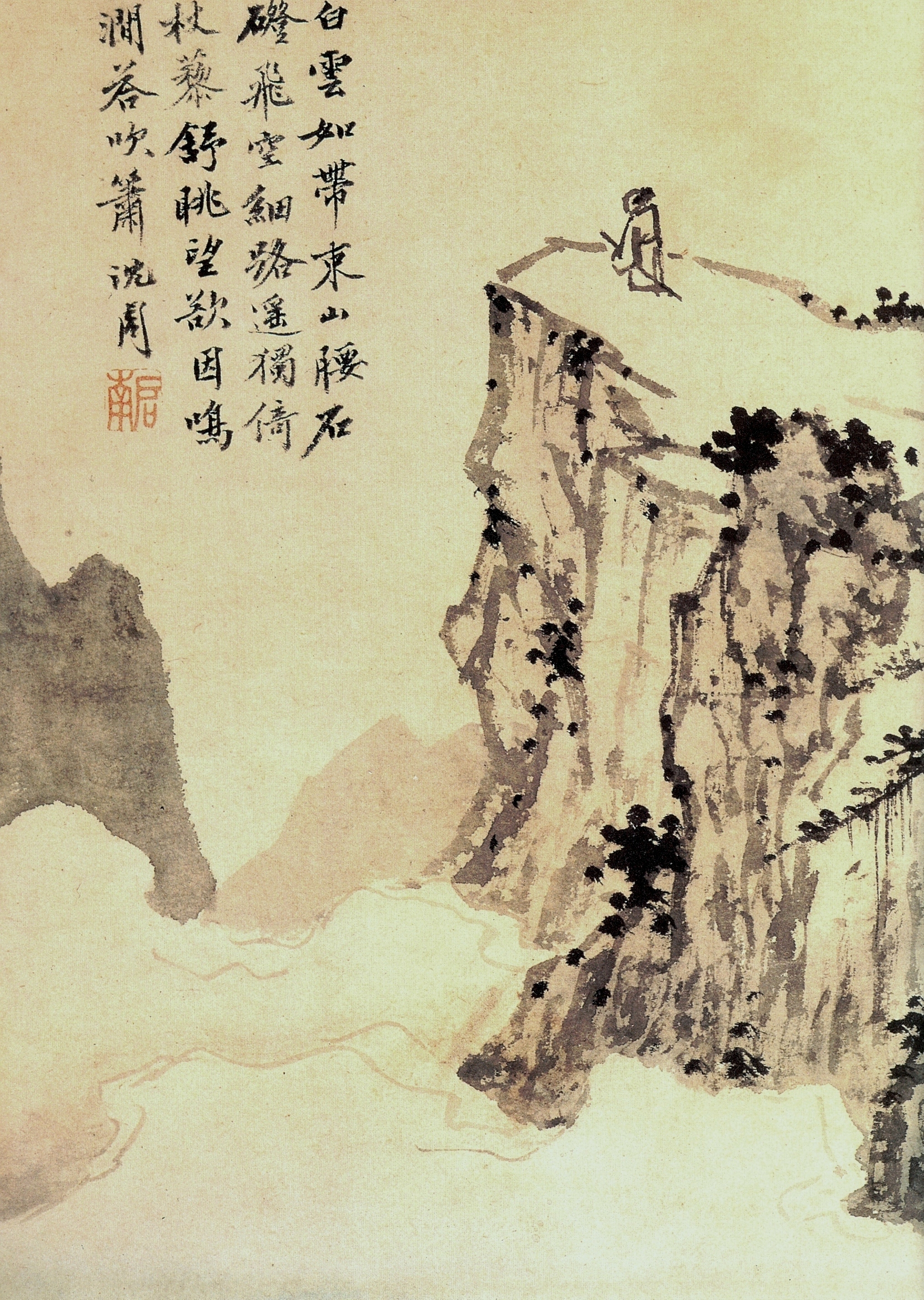
Шэнь Чжоу. Поэт на горе. Деталь. Музей Нельсона-Аткинса, Канзас-сити.

Школа У — одна из китайских живописных школ в эпоху Империи Мин.
Школой У называют группу китайских художников из Сучжоу и окрестных районов, живших в эпоху Мин, которые собрались вокруг мастера Шэнь Чжоу. Название школы происходит от У — древнего наименования района с центром в Сучжоу. Город расположился в дельте Янцзы, в эпоху Мин в нём процветала культура художников-интеллектуалов (или «учёных-художников»).
Город издавна был славен своим великолепным ландшафтом и высокоразвитой культурой. В конце правления династии Юань Сучжоу часто посещали многие известные живописцы, включая Ни Цзаня и Ван Мэна. Известный учёный-художник Чжу Дэжунь (1294—1365), уроженец этого города, около тридцати лет прожил здесь в уединении. Исследователи считают, что в первую очередь трое этих знаменитых мастеров посеяли в Сучжоу семена живописи интеллектуалов (вэньжэньхуа). Вскоре после падения династии Юань, в неустойчивые времена межвластья, официальное искусство живописи не могло развиваться так свободно и широко, как в прежние времена, и именно в это время в Сучжоу и окрестностях начался быстрый рост и распространение живописи учёных.
На протяжении тех лет, пока император Чжу Юаньчжан (1368—1398) сражался за трон, и позднее, когда его сын Чжу Ди (1402—1424) силился объединить под своей властью все китайские земли, Сучжоу и окружающие районы находились под властью их противников. Карательные репрессии и политические преследования учёных на местах, учинённые императором после окончательной победы, вызвали в регионе долгую экономическую депрессию. В Сучжоу при стечении народа был варварски казнён Гао Ци (1336—1374) и приговорены к смерти Сюй Бэнь (1335—1380) и Чэнь Жуянь. За пределами Сучжоу был приговорён к смерти Чжао Юань (работал в конце XIV в.), другого учёного-художника Чжан Ю (1323—1385) принудили утопиться, а Ван Мэн был до смерти замучен в тюрьме. Цели этих политических преследований находились далеко за пределами простого психологического запугивания южных интеллектуалов.
Культура интеллектуалов с её индивидуализмом и независимостью была чужда основателям династии Мин. Свои эстетические вкусы и предпочтения они выразили тем, что собрали в императорском дворце художников работавших в придворных стилях времён правления династии Южная Сун. Это была академическая живопись со своими устоявшимися канонами, а придворные художники были, как правило, выходцами из простонародья, людьми подневольными и послушными. Живопись интеллектуалов, культивировавшаяся на юге, выглядела своего рода фрондой, как придворному искусству, так и самому двору. Чжу Юаньчжан стремился лишить, или, по крайней мере, ограничить независимых интеллектуалов в возможности влияния на умы, монополизировав это право за императором.
Придя к власти император Чжу Ди в 1421 году перенес столицу из Нанкина в Пекин. После переноса центра власти на столь большое расстояние учёные в Сучжоу вздохнули с облегчением. В результате настойчивых просьб местных чиновников двор, в конце концов, уменьшил налоги для Сучжоу и окружающего района, а также позволил большему количеству кандидатов от этого региона принимать участие в экзаменах на занятие чиновных постов, что помогло оживить местную экономику и освежить культурную жизнь.
К моменту появления Шэнь Чжоу, которого считают основателем школы У, духовная жизнь в Сучжоу возродилась, появились новые интеллектуалы, культивировавшие традиционные ценности и получавшие удовольствие от общения друг с другом. Шэнь Чжоу, пожалуй, был самым последовательным и талантливым из них. Он отказался от должности государственного чиновника, и, согласно его жизнеописанию, построив себе небольшой домик за городской стеной, предпочитал жизнь свободного мыслителя, выражавшего свои думы и чувства посредством живописи, каллиграфии и поэзии. Его чистый образ жизни и талант притягивали образованных людей из Сучжоу и ближайших районов. Постепенно вокруг него сложилась группа учёных-художников, разделявшая его принципы и взгляды. Среди наиболее известных художников из Сучжоу последователями стиля Шэнь Чжоу были Лю Цзюэ (1410—1472), Ду Цюн (1396—1474), Чжао Тунлу (1423—1503), Се Цзинь (работал до 1560 г. (?). Это были художники старшие по возрасту, повлиявшие на формирование Шэнь Чжоу, однако впоследствии влияние было взаимным. Из районов вокруг Сучжоу следует упомянуть таких художников как Ся Чан (1388—1470) и Яо Шоу (1423—1495). Все они были образованными чиновниками, но стали широко известны благодаря своей живописи. Наиболее талантливым учеником Шэнь Чжоу был Вэнь Чжэнмин (1470—1559), который после смерти учителя консолидировал вокруг себя сучжоуских мастеров вэньжэньхуа. Непосредственно его учениками были Чэнь Чунь (1483—1544) и Лу Чжи (1496—1576).
Все эти художники-учёные следовали традиции идущей от Ван Вэя и Четырёх великих мастеров эпохи Юань (Хуан Гунван, Ни Цзань, Ван Мэн и У Чжэнь) . Они более свободно подходили к принципам создания произведений, и копировали древние свитки не рабски, но стремясь и выразить себя, и сохранить дух древних мастеров (именно дух, а не внешнюю похожесть). Все они в своих работах стремились объединить «три совершенства» — каллиграфию, живопись и поэзию. Очень часто на своих произведениях они оставляли небольшие эссе, или надписи, в которых сообщали где, когда и по какому поводу был сделан рисунок, а главным жанром этих художников был пейзаж во всех возможных видах.
Среди поклонников таланта Шэнь Чжоу был и знаменитый теоретик живописи эпохи Мин Дун Цичан. Однако несмотря на то, что он разделял многие принципы школы У, Дун Цичана и его последователей выделяют в отдельную Хуатинскую школу живописи.
Школа У в значительной мере определяла художественную жизнь приблизительно с середины правления династии Мин. К концу империи она стала доминирующей, и её конкуренты — художники школы Чжэ, вынуждены были приспособиться под новые общественные вкусы. Живопись Шэнь Чжоу и Вэнь Чжэнмина имела долгое эхо, и оказывала влияние на несколько поколений китайских художников.
Выражение Школа У (умэнь пай) применяют также для более широкого обозначения всех сучжоуских художников, включая Тан Иня и Цю Ина. Кроме того, в традиционном китайском искусствоведении существует выражение "Четыре великих мастера школы У", куда кроме Шэнь Чжоу причисляют Вэнь Чжэнмина, Тан Иня и Цю Ина.